# Teal
Teal
(Farbton blaugrün)
Teal ist im englischen Sprachraum ein selten vorkommender, überwiegend weiblicher Vorname, der auf die englische Bezeichnung für eine blau-grüne Farbe (aquamarin, seegrün, smaragdgrün; petrol, türkis) zurückgeht, die ihrerseits von der Farbe der Krickente (engl.: „Common Teal“) abgeleitet ist.

## Namensträger

### Weiblicher Vorname
- Goler Teal Butcher (1925–1993), US-amerikanische Juristin
- Teal Redmann (* 1982), US-amerikanische Schauspielerin

### Männlicher Vorname
- Teal Bunbury (* 1990), kanadisch-US-amerikanischer Fußballspieler
- Teal Fowler (* 1970), US-amerikanischer Eishockeyspieler und Sportmanager

### Familienname
- Clare Teal (* 1973), britische Jazzsängerin
- Gordon Teal (1907–2003), US-amerikanischer Chemiker und Transistorpionier
- Paul Teal (1989–2024), US-amerikanischer Schauspieler
- Ray Teal (1902–1976), US-amerikanischer Schauspieler

## Weiteres
- Teal Cars, ehemaliger britischer Automobilhersteller
- Teal Island, Name mehrerer Inseln in den Vereinigten Staaten (Begriffsklärung)
- Teal Ponds, Seen auf Südgeorgien, Südatlantik
- Toyota East Africa Limited (TEAL), Name eines kenianischen Automobilvertriebsunternehmens